# Rhodostrophia yunnanaria
Rhodostrophia yunnanaria là một loài bướm đêm trong họ Geometridae.